# الماس للأبد
الماس للأبد (بالإنجليزية: Diamonds Are Forever)‏ هو فيلم حركة تم إنتاجه في بريطانيا سنة 1971 . الفيلم من إخراج غاي هاملتن ، وهذا الفيلم من بطولة شون كونري.

## الميزانية والإيرادات
بلغت تكلفة إنتاج الفيلم حوالي 7.2 مليون دولار بينما حقق أرباحا تقدر بـ 116 مليون دولار.

## روابط خارجية
- الماس للأبد على موقع IMDb (الإنجليزية)
- الماس للأبد على موقع ميتاكريتيك (الإنجليزية)
- الماس للأبد على موقع روتن توميتوز (الإنجليزية)
- الماس للأبد على موقع نتفليكس (الإنجليزية)
- الماس للأبد على موقع قاعدة بيانات الأفلام العربية
- الماس للأبد على موقع ألو سيني (الفرنسية)
- الماس للأبد على موقع Turner Classic Movies (الإنجليزية)
- الماس للأبد على موقع أول موفي (الإنجليزية)
- الماس للأبد على موقع بوكس أوفيس موجو (الإنجليزية)
- الماس للأبد على موقع فيلمافينيتي (الإسبانية)